# Административное деление Донецкой губернии на 17 января 1920 года

## Донецкая губерния. 17 января 1920 года
Делилась на районы, вошли Бахмутский и Славяносербский (переименован в Луганский) уезды Екатеринославской губернии
- общее число районов — 11
- список районов:

1. Александро-Грушевский (центр — Александро-Грушевское)
2. Алмазнянский (центр — Алчевское)
3. Бахмутский (центр — Бахмут)
4. Бело-Калитвенский (центр — станица Каменская)
5. Боково-Хрустальненский (центр — Крындачёвка)
6. Гришинский (центр — Гришино)
7. Енакиевский (центр — Енакиево)
8. Лисичанский (центр — Лисичанск)
9. Луганский (центр — Луганск)
10. Чистяковский (центр — Чистяково)
11. Юзовский (центр — Юзово)